# Synnerliga skäl
Synnerliga skäl är ett i svensk lagtext vanligt förekommande uttryck som innebär att lagstiftaren ger domstolen möjlighet att frångå en huvudregel, om det finns ovanliga och särskilt beaktansvärda omständigheter som talar för det.
Vad som enligt en viss bestämmelse ska räknas som synnerliga skäl framgår ofta av lagens förarbete. Uttrycket synnerliga skäl förekommer bland annat i utlänningslagen, rättegångsbalken, brottsbalken och semesterlagen. Uttrycket förekommer också i praxis.
Att det skall finnas synnerliga skäl, är detsamma som att det finns ovanliga och särskilt beaktansvärda omständigheter som talar för att man skall kunna frångå en viss regel. Detta bör även enbart nyttjas i undantagsfall, enär begreppet synnerliga skäl annars tappar sin egen särskilda beaktansvärda omständighet att just kunna nyttjas för att frångå en viss regel.

## Praxis
År 1998 prövade Högsta domstolen om en tidigare småföretagare i snickeribranschen, som hade en månadsinkomst på 6 697 kronor och en skuld till staten på 2,4 miljoner kronor, skulle beviljas skuldsanering på grund av synnerliga skäl. Högsta domstolen avslog snickarens begäran eftersom han 13 år tidigare hade underlåtit att rätteligen och före dess förfallodatum betala in arbetsgivaravgift och innehållen A-skatt.
År 2007 prövade Migrationsöverdomstolen om en illegal invandrare skulle få permanent uppehållstillstånd i Sverige på grund av synnerliga skäl. Domstolen fann att en lång illegal vistelsetid i Sverige kan utgöra ett synnerligt skäl för att bevilja permanent uppehållstillstånd i landet.
År 1996 fann Svea hovrätt att synnerliga skäl ansågs föreligga för att bestämma påföljden till fängelse för en 17-årig yngling som gjort sig skyldig till mened, trots huvudregeln om att personer under 18 år inte ska dömas till fängelse.
År 1991 prövade Högsta domstolen om en yrkeskriminell man kunde utvisas ur Sverige på grund av synnerliga skäl, eftersom han dömts för brott nio gånger under de tolv år som han bott i landet. Rätten fann att mannen inte kunde utvisas och dömde honom istället till fyra månaders fängelse.